# ララカオンの戦い
ララカオンの戦い（ララオカンのたたかい、ギリシア語: Μάχη τοῦ Λαλακάοντος）（ポソンの戦いまたはポルソンの戦い（ギリシア語: Μάχη τοῦ Πό(ρ)σωνος）とも呼ばれる）は、863年に現代のトルコ北部のララカオン川付近においてビザンツ帝国（東ローマ帝国）と小アジアに侵攻したアラブ軍の間で起こった戦闘である。アラブ軍はメリテネの領主のウマル・アル＝アクタが率い、ビザンツ軍は皇帝ミカエル3世の叔父のペトロナスが率いていたが、アラブ側の史料では皇帝も戦いに参加していたと伝えている。
863年の夏に小アジアへ侵攻したウマルの軍隊はマルジュ・アル＝ウスクフと呼ばれる場所でビザンツ軍と戦い、その後、北に向かって黒海沿いの町のアミソスを略奪した。このアラブ軍の動きに対してビザンツ帝国はさらなる軍隊を動員し、ララカオン川付近でアラブ軍を包囲した。続いて起こった戦いはビザンツ軍の勝利とウマルの戦死という結果に終わり、余勢を駆ったビザンツ軍による国境を越えた反攻も成功裏に終わった。これらの勝利は決定的なものであり、ビザンツ帝国の東部辺境における主だった脅威は排除され、その後の100年にわたる東方での攻勢の時代の始まりを告げることになった。
ビザンツ帝国の成功はもう一つの帰結をもたらした。東部辺境における絶え間ないアラブ側の圧力を退けたことで、ビザンツ帝国は西方のブルガリアへの対応に集中できるようになり、西方に移動したビザンツ軍の侵攻を受けたブルガリアはビザンツ帝国による布教を受け入れ、東方キリスト教世界に吸収されていった。また、この戦いは文化面でも影響を与え、ビザンツやアラブの叙事詩と物語におけるさまざまなエピソードのモチーフにもなった。

## 背景：アラブとビザンツ帝国の国境紛争
7世紀のイスラーム教徒による急速な征服活動の結果、ビザンツ帝国の領土は小アジア（アナトリア）、バルカン半島南部、そしてイタリアの一部に限定されるようになった。ビザンツ帝国は初期のイスラーム国家の主要な異教徒の敵であり続けたため、アラブ人による小アジアへの襲撃は8世紀から9世紀にかけて続いた。これらの遠征はアラブ人勢力の辺境地帯の拠点からほぼ毎年行われ、イスラーム教徒のジハード（聖戦）の一環として半ば儀式的とも言える性格を帯びていた。
ビザンツ帝国は7世紀から9世紀にかけて概ね守勢に立っており、838年にはアモリオン（アモリア朝の発祥地）が徹底的に破壊されるなど、壊滅的な敗北を喫する場合もあった。しかし、842年以降はアッバース朝によってもたらされていた軍事的な脅威が徐々に弱まり、これと平行してビザンツ帝国の東部辺境に沿った地域に半独立的なアラブ人のアミールによる政権が台頭した。そしてこのような変化の結果として、ビザンツ帝国は次第に自ら行動を起こせるようになった。
850年代を通してビザンツ帝国にとって最も大きな脅威となったのは、ウマル・アル＝アクタ（在位：830年代 - 863年）が統治するメリテネ（現代のマラティヤ）のアミール領、アリー・ブン・ヤフヤー・アル＝アルマニーが統治するタルスース一帯のアッバース朝の辺境地域、カーリーカラー（ビザンツ帝国統治時代のテオドシオポリス、現代のエルズルム）のアミール領、そしてカルベアスが率いるテフリケのパウロ派の現地勢力であった。とりわけメリテネは山越えの不要な山脈の西側に位置していたことからアナトリア高原へ直接アクセスすることが可能であり、ビザンツ帝国にとっては大きな懸念材料であった。そして860年にはビザンツ帝国に深刻な影響を及ぼすことになるこれらの領主による連合が成立し、その脅威が現実となった。ウマルとカルベアスは小アジアの深部まで襲撃し、相当な量の略奪品を持ち帰った。それから間もなくアリー・アル＝アルマニーが率いるタルスースの軍隊による襲撃も始まった。そして最後にはシリアのアラブ海軍の攻撃によってテマ・キビュライオタイの首府であるアッタレイアが略奪された。

## 863年のアラブ軍の侵攻

842年頃の小アジアのビザンツ帝国の領土とアッバース朝とビザンツ帝国の国境地帯を示した地図。各テマ（軍管区）とクレイスラ（辺境地区）の領域も示されている。

ウマルは863年の夏の間にアッバース朝の将軍のジャアファル・ブン・ディーナール・アル＝ハイヤートが率いる軍隊と協力して再び攻撃に乗り出し、カッパドキアへの襲撃を成功させた。アラブ軍はキリキア門（キリキアの低地の平野とアナトリア高原を結ぶタウロス山脈の峠）を越えてビザンツ帝国の領内へ侵入し、テュアナに近づくまで略奪を繰り返しながら進軍した。ジャアファルの軍隊は途中で本国へ引き返したが、ウマルはジャアファルから小アジアの内部へ進軍を続ける許可を得た。また、ウマルは自身が統治する領地の兵力の大部分を率いていたものの、その正確な規模はわかっていない。同時代のイスラーム教徒の歴史家であるヤアクービー（897年没）はウマルの兵力を8,000人と記しているが、10世紀のビザンツ帝国の歴史家であるイオシフ・ゲネシオスとテオファネス・コンティヌアトゥスの記録ではアラブ軍の規模は40,000人にまで膨れ上がっている。ビザンツ学者のジョン・ハルドンによれば、前者の数字がより現実に近く、アラブ軍の規模は15,000人から20,000人の範囲であったと推定している。現代の複数の歴史家がカルベアスの率いるパウロ派の部隊も恐らく参加していたと考えているが、これについての明確な証拠はない。
ビザンツ皇帝ミカエル3世（在位：842年 - 867年）はアラブ軍の襲撃に対して反撃に出るために軍隊を招集した。そして両軍はアラブ側の史料においてマルジュ・アル＝ウスクフ（「主教の牧草地」を意味する）の名で呼ばれているナジアンゾスの北に位置するマラコペアに近い高原で衝突した。この戦いは凄惨なものとなり、両軍とも多くの死傷者を出した。バグダードでアッバース朝の役人を務めていた同時代の歴史家のタバリー（923年没）によれば、ウマルの軍隊の中で生き残ったのはわずかに1,000人であった。それでもなおアラブ軍はビザンツ軍から逃れ、テマ・アルメニアコンの地に入って襲撃を続けながら北上し、黒海に到達して港湾都市のアミソスを略奪した。ビザンツ帝国の複数の歴史家が伝えるところによれば、ウマルは海が進軍を阻んだことに激怒し、海に鞭打つように命じた。しかし、現代の学者はほぼ間違いなく古代のペルシア戦争の時のクセルクセス1世に関する同様のエピソードに着想を得た創作であろうと考えている。

## 戦闘
アミソスの陥落を知ったミカエル3世は自分の叔父にあたるドメスティコス・トーン・スコローン（スコライ軍団司令長官でビザンツ帝国の野戦軍の総司令官）のペトロナスとテマ・ブーケラリオンのストラテゴス（長官）のナサルの下に（タバリーによれば）50,000人の大軍を編成した。タバリーは皇帝が自らこれらの軍隊を指揮したと記しているが、ビザンツ側の史料にこれを裏付ける記録は見られない。後のマケドニア朝時代の歴史家の著作におけるミカエル3世に対する偏見を考慮すると、この情報は意図的に省かれた可能性がある。ビザンツ軍はアジア側とヨーロッパ側の双方の地域から集結し、三つの方角からアラブ軍へ接近した。北方の部隊は北東方面のテマ（軍管区）であるテマ・アルメニアコン、テマ・ブーケラリオン、テマ・コローネイアス、およびテマ・パフラゴニアス、南方の部隊（恐らくマルジュ・アル＝ウスクフで戦い、その後にアラブ軍を追跡していた部隊）はテマ・アナトリコン、テマ・オプシキオン、テマ・カッパドキアス、およびセレウケイアスとカルシアノンの各クレイスラ（辺境地区）、そしてペトロナスが率いる西方の部隊はトラキアのテマ・マケドニアスとテマ・トラケース、および首都のタグマタ（常備軍）から構成されていた。
これらの広範囲に分かれた部隊をまとめることの困難さにもかかわらず、ビザンツ軍は9月2日に各部隊が合流し、ララカオン川に近いポソン（Πόσων）またはポルソン（Πόρσων）と呼ばれる場所でウマルの小規模な軍隊を包囲した。川と戦場の正確な場所は明らかではないものの、ほとんどの学者はアミソスの南東へおよそ130キロメートル離れたハリュス川の近くであったと考えている。ビザンツ軍の接近によって、ウマルとその兵士に残された唯一の逃げ道は戦略的に重要な場所に位置する一つの丘のみとなった。両軍は夜間にその丘の占領を試みたが、ビザンツ側が奪取に成功した。そして翌日の9月3日にウマルはペトロナスが陣取る西側の敵陣へ全軍を投入し、突破口を開こうとした。しかしペトロナスの兵士はその場を固く守り、別の二つのビザンツ軍の部隊が接近して無防備になっていたアラブ軍の後方と側面に攻撃を加える時間的余裕を与えることになった。結局アラブ軍の大半とウマルは戦死し、軍隊は完全に敗走した。パウロ派の指導者であるカルベアスが戦闘に参加していたかどうかははっきりとしていないものの、同じ年に死亡したことが記録に残っており、戦闘の犠牲者の中にカルベアスも含まれていた可能性がある。
アラブ軍はウマルの息子だけが小規模な部隊を率いて戦場から離脱し、南方のカルシアノンの国境地帯へ逃亡した。しかし、カルシアノンのクレイスラルケス（辺境地区の軍司令官）であるマカイラスに追われ、最終的に敗れて多くの配下の兵士とともに捕らえられた。

## 戦闘の余波と政治的影響
ビザンツ帝国はこの勝利に乗じて迅速に次の行動を起こした。ビザンツ軍はアラブ人が支配するアルメニアへ侵攻し、当時タルスースから転任していたアルメニア総督のアリー・アル＝アルマニーを同年10月か11月に破って殺害した。こうしてビザンツ帝国はわずかに一回の遠征期間中に東部辺境に存在する最も危険な三つの敵対勢力を排除した。これらの成功は決定的なものであり、パウロ派の独立勢力は878年までに滅ぼされ、メリテネのアミール領も934年に征服された。ララカオンの戦いでのビザンツ帝国の勝利はこの地域における戦略面の均衡状態を破り、ビザンツ帝国による東方での100年にわたる攻勢の開始を告げるものになった。
これらの勝利の重要性は当時においても見過ごされることはなかった。ビザンツ帝国は25年前のアモリオンの破壊に対する復讐として勝利を歓呼で迎え、勝利を収めた将軍たちはコンスタンティノープルで凱旋式を行うことが認められた。さらに特別な祝賀式や礼拝も執り行われた。ペトロナスは宮廷における高位の称号であるマギストロスの称号を授けられ、カルシアノンのクレイスラは完全なテマに昇格した。一方でタバリーは、「イスラームの強力な守護者であり、両者が奉仕した辺境地域で多大な賞賛を生んだ偉大な勇士」であるウマルとアリー・アル＝アルマニーの訃報を受け、バグダードや他の都市で悲しみの声があふれ、暴動や略奪行為の発生に至ったと伝えている。そしてジハードのために国境に民間の寄付や志願兵が集まり始めたが、アッバース朝の内部で混乱が続いていたことから、タバリーは「当時の中央政府には自らの責任の下でビザンツ帝国へ軍隊を派遣する用意がなかった」と記している。

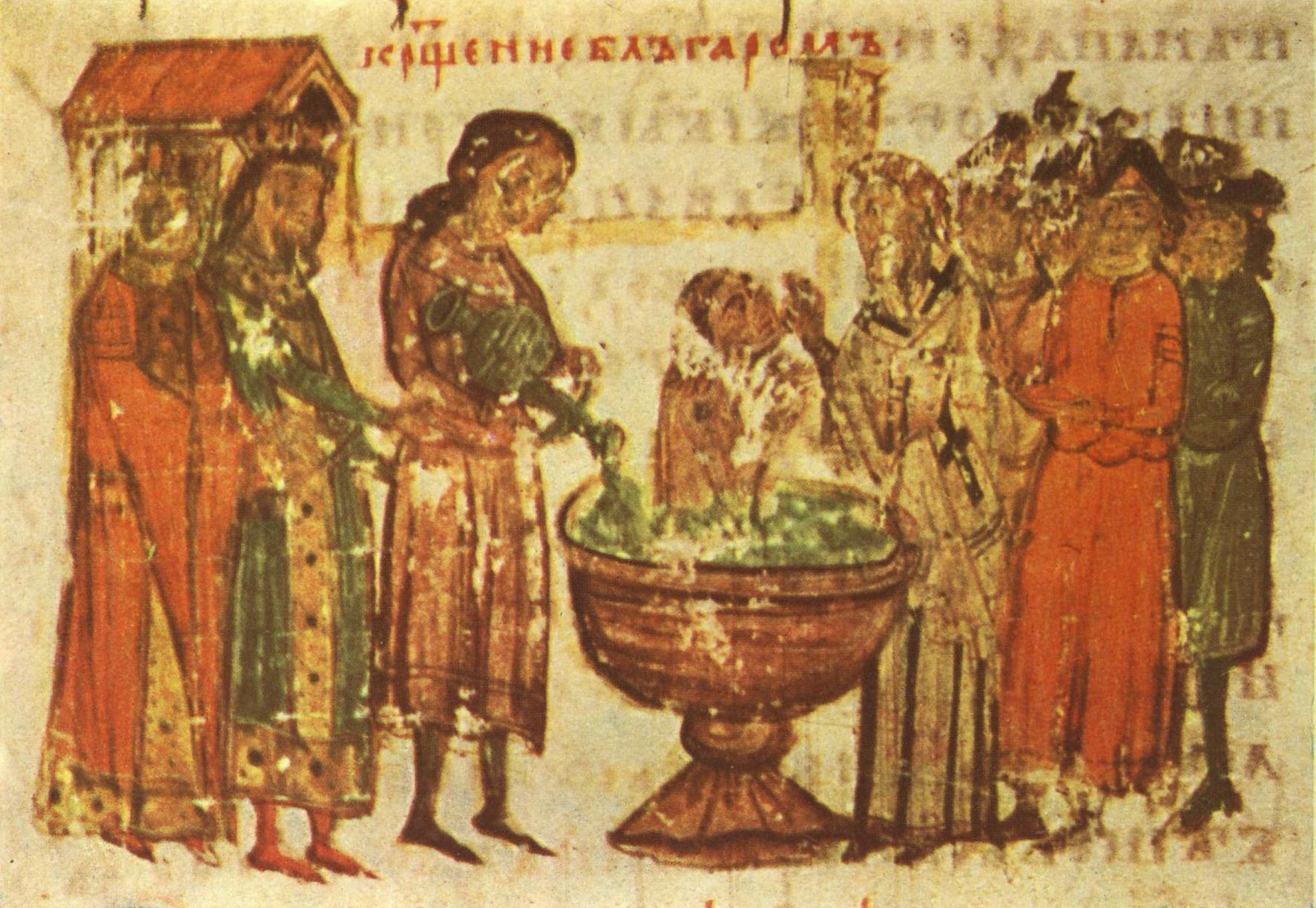
ララカオンの戦いとその後の軍事作戦の成功によってビザンツ帝国はブルガリアに戦力を集中させることが可能になり、ブルガリアのキリスト教化にも成功することになった。画像はブルガリア人の洗礼の様子を描いた『マナッセスの年代記』の14世紀の写本。

東方の脅威が取り除かれ、ビザンツ帝国は自信の深めたことで西方においても好機が到来した。その西方ではブルガリアを統治するボリス1世（在位：852年 - 889年）が自身の改宗と領民のキリスト教化のためにローマ教皇と東フランク王ルートヴィヒ2世（在位：843年 - 876年）の両者と交渉していた。しかし、ビザンツ帝国はローマ教皇の影響力がコンスタンティノープルの目の前まで広がる可能性を座視しようとはしなかった。勝利した東方の軍団はヨーロッパ側へ移動するとともに864年にブルガリアへ侵攻し、軍事力を誇示してブルガリアの支配者にビザンツ帝国の布教者を受け入れるように迫った。最終的にボリス1世は洗礼を受け、ビザンツ帝国の皇帝に敬意を表してミハイルと名乗った。そしてブルガリアのキリスト教化が始まり、ブルガリアはビザンツ帝国の影響を受けた東方キリスト教世界に吸収されていった。

## 文化的影響
フランスのビザンツ学者のアンリ・グレゴワールは、ララカオンの戦いで達成されたアラブ人勢力に対するビザンツ帝国の成功は現存する最古のアクリティカ歌謡（ビザンツ帝国辺境守備兵の叙事詩）の一つである『アルムリスの歌』に着想を与えたと指摘している。同様にグレゴワールによれば、詩の名前の由来となっている主人公（若きビザンツの戦士アルムリス）は皇帝ミカエル3世をモデルにしている。また、ディゲネス・アクリタスをめぐるビザンツの叙事詩群におけるある戦いでは、主人公がマラコペア付近でアラブ軍を包囲することから、ララカオン川での出来事との関連を想起させるものになっている。さらにこの戦いに関する強い影響は、アラブや後の時代のトルコの叙事詩に登場するバッタール・ガーズィーをめぐるいくつかのエピソードや『千夜一夜物語』の一部のエピソードにも見出すことができる。